# Dominique Venner
Pour les articles homonymes, voir Venner.
Dominique Venner, né le 16 avril 1935 à Paris et mort le 21 mai 2013 dans la même ville, est un essayiste et militant politique français d'extrême droite. Auteur de textes racistes et antisémites, promoteur de thèses complotistes comme celle du grand remplacement, il publie des livres d'histoire sur la période allant de 1914 à 1945, et notamment sur la révolution russe, les corps francs de la Baltique, la collaboration et la Résistance en France pendant la Seconde Guerre mondiale.
Sous-officier pendant la guerre d'Algérie, il milite dans les années 1950, à Jeune Nation, un groupuscule néofasciste, puis adhère à l'Organisation armée secrète (OAS), organisation terroriste pro-Algérie française, et fonde dans les années 1960 Europe-Action, un groupe fascisant. 
Il contribue en 1968 à la fondation du Groupement de recherche et d'études pour la civilisation européenne (GRECE) et crée la même année un éphémère Institut d'études occidentales. Il se retire par la suite du militantisme politique pour se consacrer à l’écriture et à l’édition, en fondant et dirigeant successivement les revues Enquête sur l'histoire et La Nouvelle Revue d'histoire. Lauréat du prix Broquette-Gonin de l'Académie française, il est également un spécialiste reconnu des armes, sur lesquelles il a écrit de nombreux ouvrages. 
Il se suicide par arme à feu le 21 mai 2013 devant le maître-autel de la cathédrale Notre-Dame de Paris.

## Biographie

### Jeunesse et formation
Il est le fils d'Odette Manson et de Charles Venner, architecte, membre du Parti populaire français, qui a dirigé plusieurs sociétés immobilières et qui a notamment réalisé l'église Saint-Jean-Baptiste du Plateau d'Ivry-sur-Seine et l'église Sainte-Odile d'Antony.
Dominique Venner étudie au collège Bossuet à Paris, à l'Oaklands College, puis à l'École supérieure des arts modernes. Il se détourne alors du catholicisme et le rejette.
À 17 ans, « pour fuir l'ennui de la famille et du lycée », il s'engage à l'école militaire de Rouffach.

### Guerre d'Algérie
Volontaire pour la guerre d'Algérie, il est sergent au sein du 4e bataillon de chasseurs à pied, et combat le FLN dans les montagnes près de la frontière tunisienne (à proximité de Tébessa, région du Constantinois) jusqu'en octobre 1956. Cette guerre, pour laquelle il est décoré de la croix du combattant, compte beaucoup dans sa formation.
À son retour en Métropole, c'est en constatant le soutien du Parti communiste français au FLN qu'il s'engage en politique. 

### Militantisme d'extrême droite

#### Jeune Nation
Il entre au mouvement Jeune Nation, mouvement néo-fasciste dissous à deux reprises, très actif dans la défense de l'Algérie française. Il prend part, à la suite de l'insurrection de Budapest, à la mise à sac du siège du PCF le 7 novembre 1956,. En 1958 il participe avec Pierre Sidos — fondateur de Jeune Nation, et ancien collaborateur — au lancement de l'éphémère Parti nationaliste, et adhère également au Mouvement populaire du 13-Mai du général Chassin. Lors de la campagne des croix gammées de fin 1959, les anciens membres de Jeune Nation sont soupçonnés d'y avoir contribué ; Dominique Venner, considéré comme « l'un de ses principaux animateurs », et les militants, racistes et antisémites, continuent de se réunir ; le 7 janvier 1960, Venner « évoque la campagne de croix gammées et parle à son sujet d’une provocation montée de toutes pièces « par ceux-là mêmes qui s’en prétendent les victimes » ».

#### Organisation de l'armée secrète
Il soutient le putsch des généraux d'avril 1961. Il participe à la structuration de l'OAS-Métropole, branche de l'organisation terroriste pro-Algérie française, à la suite de quoi il est incarcéré dix-huit mois au quartier des détenus politiques de la prison de la Santé de 1961 à 1962. 
À sa sortie de prison à l'automne 1962, il essaie de prendre la tête de la Fédération des étudiants nationalistes (FEN) qui est une reviviscence de Jeune Nation, interdit par le gouvernement en 1958.
Il écrit un manifeste intitulé Pour une critique positive — parfois comparé au Que faire ? de Lénine et « longtemps considéré comme un texte fondateur par toute une fraction de l'ultra-droite » —, dans lequel, prenant acte de l'échec du putsch des généraux et du fossé existant entre « nationaux » et « nationalistes », il préconise la création d'une organisation « destinée au combat », « une, monolithique et hiérarchisée », « formée par le groupement de tous les militants acquis au nationalisme, dévoués et disciplinés ». Dominique Venner entend alors incarner la formule de Charles Maurras : « Nous devons être intellectuels et violents. »
Très influencé par Karl Marx et Lénine, il analyse le communisme non seulement comme un programme politique, mais aussi comme un mode d'organisation et une approche stratégique et tactique efficaces que les militants nationalistes doivent adopter, en se structurant intellectuellement et en menant le combat sur les plans idéologique et culturel, reprenant ici les analyses d'Antonio Gramsci. Il s’inspire également des luttes anticolonialistes et développe rapidement l'idée que les mouvements nationalistes européens doivent adopter la rhétorique des mouvements d'indépendance nationale. Critique envers le christianisme, Dominique Venner prône une réhabilitation des traditions et des identités, une défense des cultures face au melting-pot, et une valorisation élitiste de la force et de l'héroïsme.

#### Europe-Action
En janvier 1963, il fonde, puis dirige, le journal et mouvement d'extrême droite fascisant Europe-Action qui rassemble, autour de convictions nationalistes et européistes, d’anciens SS français, comme Pierre Bousquet, Jean Castrillo et Saint-Loup (pseudonyme de Marc Augier) ; l'auteur nordiciste et ethno-régionaliste Jean Mabire, qui se réclame de la SA, les sections d'assaut nazies ; des membres de la Fédération des étudiants nationalistes ; des anciens membres de l'OAS-Métropole ; d'anciens intellectuels collaborationnistes comme Lucien Rebatet ; et de nombreux jeunes militants. Il crée aussi les Éditions Saint-Just [réf. souhaitée], mises au service d'Europe-Action.
Europe-Action s'inscrit dans le sillage d'une extrême droite racialiste et néo-paganisante. Dans le discours d'Europe-Action, l'exaltation de la nation se fonde sur des références à la culture et à la « race » ; la civilisation européenne est assimilée à « l’Occident », à une « race blanche supérieure », tandis que le métissage est présenté comme un « génocide lent » ; l'histoire de l'Europe devient une « lutte des races ». Aussi le mouvement Europe-Action a été soupçonné de proximité avec le néonazisme. Le fait est, rappellent les politologues Stéphane François et Nicolas Lebourg, qu'Europe-Action comptait en son sein des Waffen-SS et avait présenté de manière élogieuse le Drame des juifs européens (1964) de Paul Rassinier, l’un des principaux représentants du négationnisme en France. 
Dominique Venner est le défenseur d'une « vision racialiste de la civilisation européenne » selon Stéphane François. 

#### GRECE
En 1968, il contribue — sous le pseudonyme « Julien Lebel » — à la fondation du GRECE. Il utilise aussi le nom « Jean Gauvin ».
La même année 1968, avec Thierry Maulnier, il crée l'Institut d'études occidentales. Il lui adjoint en 1970 la revue Cité-Liberté — « entreprise à la fois parallèle, concurrente et ouverte vis-à-vis du GRECE », rassemblant plusieurs intellectuels (Robert Aron, Pierre Debray-Ritzen, Thomas Molnar, Jules Monnerot, Jules Romains, Louis Rougier, Raymond Ruyer, Paul Sérant, etc.) autour de l'anticommunisme, la lutte contre « la subversion mentale » et pour « les valeurs occidentales ». Après avoir organisé des colloques et publié sept numéros de Cité-Liberté, l'Institut disparaît en 1971. La période de militantisme politique de Dominique Venner prend fin au cours des années 1965-1970,,.

### Œuvre d'essayiste
Il embrasse alors une carrière d'historien,,,, hors des cadres universitaires. Parmi ses principaux ouvrages, on peut citer : Baltikum (1974), Le Blanc Soleil des vaincus (1975), Le Cœur rebelle (1994), Gettysburg (1995), Les Blancs et les Rouges (1997, Prix des intellectuels indépendants), Histoire de la Collaboration (2000), Histoire du terrorisme (2002). Son travail lui a valu les critiques d'un politologue, Gwendal Châton, selon lequel Dominique Venner instrumentaliserait « l'histoire pour la mettre au service [d'un] combat culturel ». Son Histoire de l'Armée rouge a obtenu le prix Broquette-Gonin de l'Académie française en 1981. Dominique Venner a également consacré de nombreux livres aux armes et à la chasse, dont il était un spécialiste reconnu.
En 2007, il reçoit le prix Renaissance des lettres.
En 1995, sur les conseils de feu son ami François de Grossouvre (ancien résistant, spécialiste des services secrets, ami et conseiller de François Mitterrand), il publie une Histoire critique de la Résistance, qui insiste sur la forte présence d'éléments issus de la droite nationaliste au sein de la Résistance. Cependant, selon Bénédicte Vergez-Chaignon, le débat engendré par l'ouvrage sera limité par l'absence de jugement de l'auteur sur l'attitude du maréchal Pétain face à la Résistance.
Parmi ses derniers ouvrages, on notera en particulier Histoire et tradition des Européens (2002), dans lequel l'auteur propose le concept de « traditionisme » : la tradition conçue, non comme ce qui est commun à tous les peuples, comme c’est le cas chez René Guénon, mais comme ce qui fait à travers le temps leur singularité.
Il fonde en 1991 la revue Enquête sur l'histoire qu'il dirige jusqu'à sa disparition en 1999. En 2002, il fonde le bimestriel La Nouvelle Revue d'histoire (rebaptisé temporairement La NRH en 2006 en raison d'une action en justice portant sur son titre) dans lequel écrivent des personnalités comme Bernard Lugan, Jean Tulard, Aymeric Chauprade, Alain Decaux, François-Georges Dreyfus ou Jacqueline de Romilly et dont il conserve la direction jusqu’à sa mort. Il participe également régulièrement sur Radio Courtoisie au Libre journal des historiens, émission qui s'appuie souvent sur le dernier numéro de La Nouvelle Revue d'histoire. À la suite de celle-ci, son travail est poursuivi par l'Institut Iliade, qui dit vouloir œuvrer « dans la continuité de la pensée et de l’action de Dominique Venner ».

### Suicide

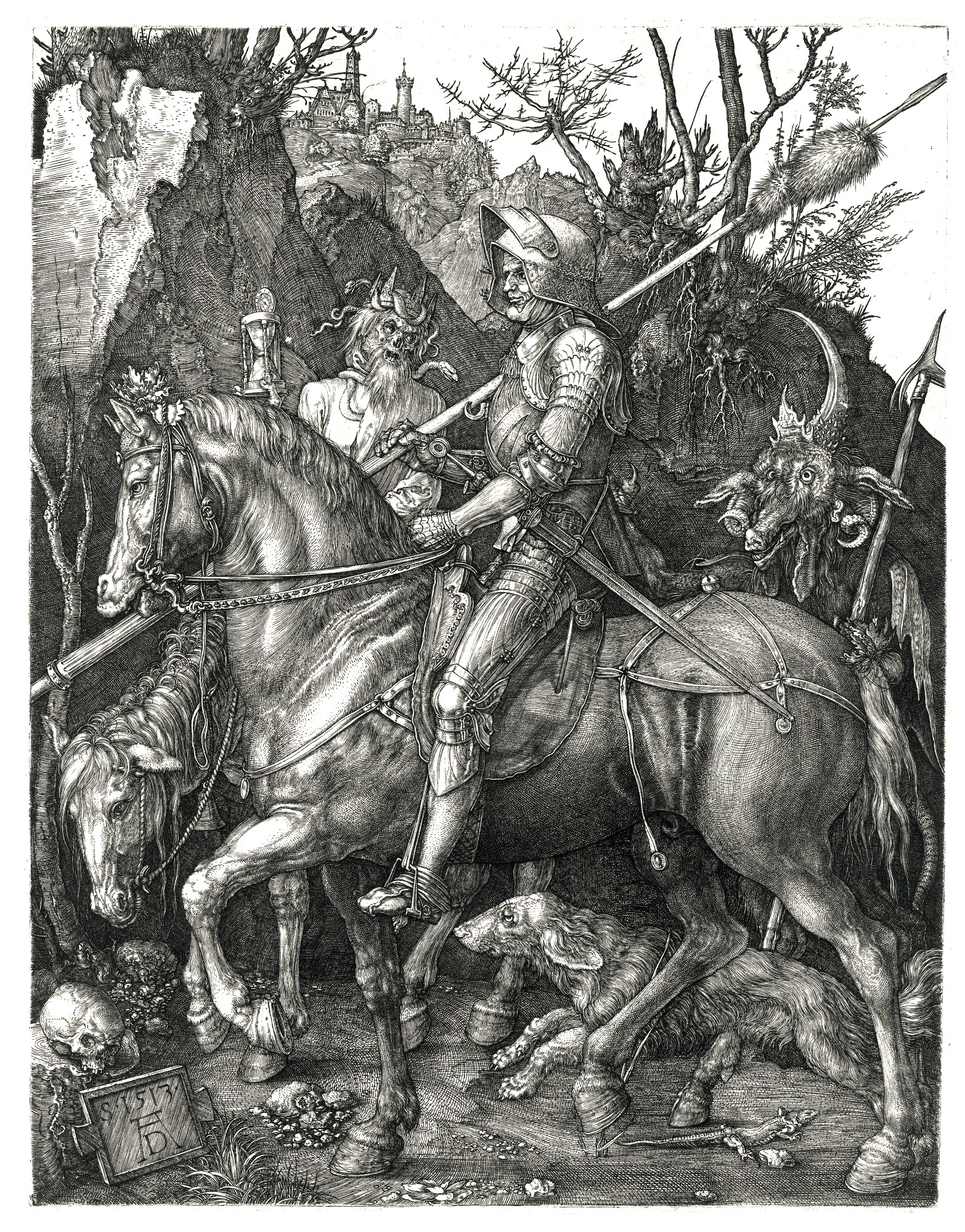
Le Chevalier, la Mort et le Diable, d'Albrecht Dürer. Une estampe chère à Dominique Venner, mise en couverture de son ouvrage testamentaire : Un samouraï d'Occident.

Le 21 mai 2013, Dominique Venner déjeune avec quatre amis proches : Philippe Conrad, Bernard Lugan, Jean-Yves Le Gallou et Fabrice Lesade, leur demandant de créer ce qui deviendra l'Institut Iliade. Ensuite, vers 16 h, il se donne la mort par arme à feu — une ancienne arme belge à un seul coup — devant le maître-autel de la cathédrale Notre-Dame de Paris. Il aurait, d'après Mgr Jacquin, recteur de la cathédrale Notre-Dame de Paris, laissé une lettre à destination des enquêteurs.
Il donne les raisons de son geste dans cette lettre. Dans un texte publié quelques heures auparavant sur son blog et intitulé « La manif du 26 mai et Heidegger », il avait appelé à des actions « spectaculaires et symboliques pour ébranler les somnolences », expliquant que « nous entrons dans un temps où les paroles doivent être authentifiées par des actes »[source insuffisante]. Il y écrit que les manifestants contre le mariage homosexuel ne peuvent ignorer « la réalité de l'immigration afro-maghrébine » et que « leur combat ne peut se limiter au refus du mariage gay », le « péril » étant selon lui « le « grand remplacement » de la population de la France et de l'Europe »[source insuffisante],,,, faisant ainsi référence aux thèses développées par Renaud Camus. Le Monde considère même, dix ans après son suicide, que le grand remplacement était « son obsession »
Peu après l'annonce de sa mort, plusieurs personnalités de l'extrême droite française lui rendent hommage. Marine Le Pen écrit ainsi, sur Twitter : « Tout notre respect à Dominique Venner dont le dernier geste, éminemment politique, aura été de tenter de réveiller le peuple de France. » Bruno Gollnisch parle d'un « intellectuel extrêmement brillant », qui s'est donné la mort pour exprimer « une protestation contre la décadence de notre société ». En Italie, le mouvement néofasciste CasaPound colle sur les murs de plusieurs dizaines de villes des affiches où l’on peut lire « Onore a Dominique Venner, samurai d’Occidente » (« Honneur à Dominique Venner, samouraï d’Occident »). Un hommage public lui est rendu le 31 mai 2013 à Paris, avec notamment une intervention d’Alain de Benoist.
Dans un ouvrage de 2013, le sociologue Raphaël Liogier choisit Dominique Venner pour illustrer le paradoxe des intellectuels populistes :
« [Il] laisse un dernier message où il enjoint les manifestants anti-mariage gay de ne pas oublier “la réalité de l'immigration afro-maghrébine”. Le mariage gay étant par définition l'absence de procréation, Dominique Venner le met en parallèle avec l'immigration qui, elle, suscite des naissances et ainsi participe au Grand Remplacement. Après ce dernier message, lui, le militant issu de la droite païenne et athée, ira se suicider face au maître-autel de Notre-Dame de Paris ». Le magazine Marianne lui consacre un article dans lequel il tisse un parallèle entre Mohamed Merah et lui, deux personnalités qui partagent, selon le magazine, « la haine de la France et de la République, le rejet des mœurs libres du monde occidental, et, sous une forme ou l’autre, l’antisémitisme ».
L'universitaire Magali Boumaza, dans un article de 2015 analysant la manière dont, dans les heures qui ont suivi sa mort, le site identitaire François Desouche qui effectue une Revue de Presse rapporte que « la tentative de sanctuariser Venner échoue, la mise en ordre des émotions ne se fait pas, car aucun cadre n’émerge et rapidement des voix discordantes s’affichent dont celle de Jean-Marie Le Pen. “L’appel au combat en se flinguant n’a rien d’une évidence”, twittera-t-il le 22 mai 2013. On peut dire que la figure de Venner n’est pas véritablement rentrée dans le panthéon de l’extrême droite française, le geste choque par sa violence, il heurte les catholiques traditionalistes qui réprouvent un suicide, accompli, qui plus est, sur l’autel de Notre-Dame de Paris ».
En 2018, Jean-Yves Camus relève que perdure la « représentation erronée » d'un suicide commis au nom seulement de son opposition au mariage homosexuel. Il considère que ses motivations « sont quasiment incompréhensibles pour celles et ceux qui n’appartiennent pas à sa famille de pensée » : il y voit « d’abord une dimension éthique de l’honneur et de la vie, celle des anciens Romains et des anciens Grecs, qui voulaient choisir leur mort », ainsi que la volonté d'éveiller ses concitoyens contre une menace plus globale : « la destruction programmée, voire déjà largement achevée, de la civilisation européenne par le « mondialisme » ». Bien que Dominique Venner se soit toujours opposé aux religions monothéistes, son choix de se suicider à Notre-Dame de Paris est selon lui « cohérent : pour lui comme désormais pour nombre de militants de sa mouvance, le catholicisme n’est pas affaire de croyance mais de culture et les églises sont l’expression du génie européen ».
En mai 2023, la Préfecture de police de Paris interdit une réunion organisée par l’Institut Iliade en hommage à Dominique Venner, à l'occasion du dixième anniversaire de sa mort.
Son parcours est retracé dans le livre de Renaud Dély, L'Assiégé, dans la tête de Dominique Venner, le gourou caché de l'extrême droite.

### Vie privée
Père de cinq enfants, il épouse en troisièmes noces Clotilde Le Moël trois ans avant son suicide.

## Liste de publications

### Livres ou essais historiques
- Dominique Venner (dir.), Les Corps d'élite du passé, Paris, Éditions Balland, 1972, 391 p., 24 cm (BNF 34550851) — réunit Les Chevaliers teutoniques, par Jean-Jacques Mourreau, Janissaires, par Philippe Conrad, Mousquetaires, par Arnaud Jacomet, Grenadiers de la Garde, par Jean Piverd, et Cadets, par Claude Jacquemart.
- Baltikum : Dans le Reich de la défaite, le combat des corps-francs, 1918-1923, Paris, Éditions Robert Laffont, coll. « L'Histoire que nous vivons », 1974, 365-[16], 24 cm (BNF 35302588).
- Le Blanc Soleil des vaincus : L'épopée sudiste et la guerre de Sécession, 1607-1865, Paris, Éditions de la Table ronde, 1975, 300 p., 22 cm (BNF 34568063), réed. préface Alain de Benoist, Via Romana, 2015.
- Westerling : Guérilla Story, Paris, Hachette, coll. « Le Livre des aventuriers », 1977, 319 p., 23 cm (ISBN 978-2-01-002908-0, BNF 34711026).
- Les Corps-francs allemands de la Baltique : La naissance du nazisme, Paris, Le Livre de poche, coll. « Le Livre de poche » (no 5136), 1978, 508 p., 17 cm (ISBN 978-2-253-01992-3, BNF 34610261).
- Dominique Venner, Thomas Schreiber et Jérôme Brisset, Grandes énigmes de notre temps, Genève, Éditions Famot, 1978, 248-[24], 18 cm (BNF 34610157).
- Histoire de l'Armée rouge, t. 1 : La Révolution et la guerre civile : 1917-1924, Paris, Plon, 1981, 301-[16], 24 cm (ISBN 978-2-259-00717-7, BNF 34682100).
- Treize Meurtres exemplaires : Terreur et crimes politiques au XXe siècle, Paris, Plon, 1988, 299 p., 24 cm (ISBN 978-2-259-01858-6, BNF 36626961).
- L'Assassin du président Kennedy, Paris, Éditions Perrin, coll. « Vérités et Légendes », 1989, 196 p., 23 cm (ISBN 978-2-262-00646-4, BNF 36636724).
- Gettysburg, Monaco et Paris, Éditions du Rocher, 1995, 321 p., 23 cm (ISBN 978-2-268-01910-9, BNF 35762528).
- Histoire critique de la Résistance, Paris, Pygmalion, coll. « Collection rouge et blanche », 1995, 500 p., 24 cm (ISBN 978-2-85704-444-4, BNF 35779180, présentation en ligne).
- Histoire d'un fascisme allemand : Les Corps-Francs du Baltikum et la révolution. Du Reich de la défaite à la nuit des Longs Couteaux : 1918-1934, Paris, Pygmalion, coll. « Collection rouge et blanche », 1996, 380 p., 24 cm (ISBN 978-2-85704-479-6, BNF 36688646, présentation en ligne).
- Les Blancs et les Rouges : Histoire de la guerre civile russe, 1917-1921, Paris, Pygmalion, coll. « Collection rouge et blanche », 1997, 396 p., 24 cm (ISBN 978-2-85704-518-2, BNF 36182902) — réédition augmentée Éditions du Rocher, 2007  (ISBN 978-2-268-06385-0) (BNF 41153983) [présentation en ligne].
- Histoire de la Collaboration : Suivi des dictionnaires des acteurs, partis et journaux, Paris, Pygmalion, 2000, 766 p., 24 cm (ISBN 978-2-85704-642-4, BNF 37113638, présentation en ligne) — réédition Pygmalion, 2004,  (ISBN 978-2-85704-784-1) (BNF 41204063).
- Histoire du terrorisme, Paris, Pygmalion et Gérard Watelet, 2002, 248 p., 24 cm (ISBN 978-2-85704-749-0, BNF 38875113, présentation en ligne).
- Histoire et tradition des Européens : 30 000 ans d'identité, Monaco et Paris, Éditions du Rocher, 2002, 273 p., 24 cm (ISBN 978-2-268-04162-9, BNF 38807660, présentation en ligne) — réédition Éditions du Rocher, 2004,  (ISBN 978-2-268-07308-8).
- De Gaulle : La Grandeur et le Néant : Essai, Monaco et Paris, Éditions du Rocher, 2004, 304 p., 23 cm (ISBN 978-2-268-05202-1, BNF 39273810, présentation en ligne).
- Le Siècle de 1914 : Utopies, guerres et révolutions en Europe au XXe siècle, Paris, Pygmalion, 2006, 408 p., 24 cm (ISBN 978-2-85704-832-9, BNF 40164663, présentation en ligne).
- Ernst Jünger : Un autre destin européen, Monaco et Paris, Éditions du Rocher, 2009, 234 p., 22 cm (ISBN 978-2-268-06815-2, BNF 41487908, présentation en ligne).
- Dominique Venner et Pauline Lecomte, Le Choc de l'histoire : Religion, Mémoire, Identité, Versailles, Via Romana, 2011, 179 p., 21 cm (ISBN 979-10-90029-07-1, BNF 42510274, présentation en ligne).
- L'Imprévu dans l'Histoire : Treize Meurtres exemplaires, Paris, Pierre-Guillaume de Roux, 2012, 268 p., 24 cm (ISBN 978-2-36371-023-9, BNF 42605941, présentation en ligne).

### Livres sur les armes ou la chasse
- Pistolets et revolvers, Paris, Éditions de la Pensée moderne (puis Jacques Grancher), coll. « Le Livre des armes » (no 1), 1972, 326 p., 22 cm (BNF 35111951).
- Monsieur Colt, Paris, Éditions Balland, coll. « Un Homme, une arme », 1972, 242-[40], 24 cm (BNF 35304763).
- Carabines et fusils de chasse, Paris, Éditions de la Pensée moderne (puis Jacques Grancher), coll. « Le Livre des armes » (no 2), 1973, 310 p., 22 cm (BNF 35119272).
- Les Armes de combat individuelles, Paris, Éditions de la Pensée moderne (puis Jacques Grancher), coll. « Le Livre des armes » (no 3), 1974, 310 p., 22 cm (BNF 34566211).
- Les Armes de la Résistance, Paris, Éditions de la Pensée moderne (puis Jacques Grancher), coll. « Le Livre des armes » (no 4), 1976, 330 p., 22 cm (BNF 34702250).
- Dominique Venner (dir.), Les Armes de cavalerie, Paris, Argout, coll. « Gazette des armes, hors-série » (no 4), 1977, 144 p., 30 cm (ISBN 978-2-902297-05-4, BNF 36143342).
- Dominique Venner et Christian Henry Tavard, Les Armes blanches du IIIe Reich, Paris, Éditions de la Pensée moderne (puis Jacques Grancher), coll. « Le Livre des armes » (no 5), 1977, 298 p., 22 cm (BNF 34619497).
- Les Armes américaines, Paris, Éditions de la Pensée moderne (puis Jacques Grancher), coll. « Le Livre des armes » (no 6), 1978, 309 p., 22 cm (BNF 34619190).
- Les Armes à feu françaises, Paris, Éditions de la Pensée moderne (puis Jacques Grancher), coll. « Le Livre des armes » (no 7), 1979, 334 p., 22 cm (ISBN 978-84-499-0686-2, BNF 34653222).
- Les Armes russes et soviétiques, Paris, Éditions de la Pensée moderne (puis Jacques Grancher), coll. « Le Livre des armes » (no 8), 1980, 276 p., 22 cm (BNF 34730865).
- Le Grand Livre des armes, Paris, Jacques Grancher, 1980, 79 p., 29 cm (BNF 34685611).
- Le Mauser 96, Paris, Éditions du Guépard, 1982, 94 p. (ISBN 978-2-86527-027-9, BNF 34756107).
- Les Armes de poing de la nouvelle génération, éditions J. Grancher, 1982.
- Dagues et couteaux, Paris, Éditions de la Pensée moderne (puis Jacques Grancher), coll. « Le Livre des armes » (no 9), 1983, 318 p., 22 cm (ISBN 978-2-7339-0075-8, BNF 34906082).
- Histoire des armes de chasse, Paris, Jacques Grancher, 1984, 219-[16], 25 cm (BNF 34767772).
- Les Armes blanches : Sabres et Épées, Paris, Éditions de la Pensée moderne (puis Jacques Grancher), coll. « Le Livre des armes » (no 10), 1986, 317 p., 22 cm (ISBN 978-2-7339-0160-1, BNF 34906083).
- Les Armes de poing : De 1850 à nos jours, Paris, Éditions Larousse, 1988, 198 p., 31 cm (ISBN 978-2-03-506214-7, BNF 34992343).
- Les Armes des services spéciaux, Paris, Jacques Grancher, 1988, 320 p., 21 cm (ISBN 978-2-7339-0221-9).
- L'Arme de chasse aujourd'hui, Paris, Jacques Grancher, coll. « Le Livre des armes » (no 11), 1990, 350 p., 22 cm (BNF 35288332).
- Les Beaux-Arts de la chasse, Paris, Jacques Grancher, coll. « Passions », 1992, 241 p., 29 cm (ISBN 978-2-7339-0372-8, BNF 35541829).
- Le Couteau de chasse, Paris, Crépin-Leblond, coll. « Saga des armes et de l'armement », 1992, 134 p., 31 cm (ISBN 978-2-7030-0099-0, BNF 36210864, présentation en ligne).
- Les Armes qui ont fait l'histoire, t. 1, Montrouge, Crépin-Leblond, coll. « Saga des armes et de l'armement », 1996, 174 p., 23 cm (ISBN 978-2-7030-0148-5, BNF 37021295).
- Dominique Venner, Philippe Fossat et Rudy Holst, Revolvers et pistolets américains : L'Univers des armes, Éditions Solar, coll. « L'Univers des armes », 1996, 141 p., 30 cm (ISBN 978-2-263-02429-0, BNF 35848945, présentation en ligne).
- Encyclopédie des armes de chasse : Carabines, Fusils, Optique, Munitions, Paris, Maloine, 1997, 444 p., 25 cm (ISBN 978-2-224-02363-8, BNF 36178216, présentation en ligne).
- Dictionnaire amoureux de la chasse, Paris, Plon, coll. « Dictionnaire amoureux », 2000, 586 p., 20 cm (ISBN 978-2-259-19198-2, BNF 37213452, présentation en ligne).

### Autres ouvrages
- (sous le pseudonyme de Jean Gauvin) Le Procès Vanuxem, quand la police se fait rouler, Éditions Saint-Just, Paris, 283 p., 1963.
- Pour une critique positive : Écrit par un militant pour des militants, Paris, Éditions Saint-Just, 1964 (lire en ligne) — réédition Éditions Ars magna, 1997 (BNF 36967446), Éditions IDées, 2013, [présentation en ligne].
- Dominique Venner, Qu'est-ce que le nationalisme ?, Paris, Saint-Just, 1963 (rééd. Nantes, Ars Magna Editions 2016, 90 p., préf. de Christian Bouchet)
- Guide de la contestation : Les hommes, les faits, les événements, Paris, Éditions Robert Laffont, 1968, 256 p., In-16 (BNF 33209107).
- Ils sont fous, ces gauchistes ! : Pensées. Choisies et parfois commentées par Dominique Venner, Paris, Éditions de la Pensée moderne, 1970, 251 p., 13 cm (BNF 35171443).
- Guide de la politique, Paris, Éditions Balland, 1972, 447-[12], 22 cm (BNF 35321389, présentation en ligne).
- Le Guide de l'aventure, Paris, Pygmalion, 1986 (ISBN 978-2-85704-215-0, BNF 36620097).
- Le Cœur rebelle, Paris, Les Belles Lettres, 1994, 201 p., 21 cm (ISBN 978-2-251-44032-3, BNF 35761621) — réédition Pierre-Guillaume de Roux, préface de Bruno de Cessole, postface inédite de Dominique Venner, 2014  (ISBN 978-23-63710-98-7) [présentation en ligne].
- Un samouraï d'Occident : Le Bréviaire des insoumis (posthume), Paris, Pierre-Guillaume de Roux, juin 2013, 316 p., 20 cm (ISBN 978-2-36371-073-4, présentation en ligne) [présentation en ligne] — réédition La Nouvelle Librairie, Paris, coll. "Éternel Retour", 343 p., 2022  (ISBN 978-24-93898-23-4). Traduit en allemand sous le titre Ein Samurai aus Europa. Das Brevier der Unbeugsamen. Ahnenrad der Moderne, Bad Wildungen 2014,  (ISBN 978-3-935562-14-0)
- Réflexions sur l'histoire (posthume), Paris, Pierre-Guillaume de Roux, 2017 (ISBN 978-2-36371-170-0).
- Grandeur et décadences de l'Europe (préf. Olivier Maulin, posthume), Paris, Via Romana, 2021, 288 p. (ISBN 978-2372711807).
- Carnets rebelles vol.1 (préf. Alain de Benoist & Roland Rochefort, posthume), Paris, La Nouvelle Librairie, coll. Éternel Retour, 2021, 432 p. (ISBN 978-2-491446-44-4).
- Carnets rebelles vol.2 (préf. Jean-Yves Le Gallou & Roland Rochefort, posthume), Paris, La Nouvelle Librairie, coll. Éternel Retour, 2022, 408 p. (ISBN 978-2-491446-96-3).
- Carnets rebelles vol.3 (préf. Philippe Conrad, posthume), Paris, La Nouvelle Librairie, coll. Éternel Retour, 2023, 424 p. (ISBN 978-2-493898-76-0).